# Thrill Me
Thrill Me è un singolo del gruppo musicale britannico Simply Red, pubblicato il 21 aprile 1992 come quarto estratto dal quarto album in studio Stars.

## Tracce
1. Thrill Me – 3:54
2. Thrill Me (Nellee Hooper Mix) – 4:07
3. Thrill Me (Live) – 5:15
4. When You've Got A Good Friend – 1:58

## Classifiche
| Classifica (1992) | Posizione massima |
| ----------------- | ----------------- |
| Irlanda           | 30                |
| Paesi Bassi       | 58                |
| Regno Unito       | 33                |